# Kharoll-Ann Souffrant
 (mai 2024).
La mise en forme du texte ne suit pas les recommandations de Wikipédia : il faut le « wikifier ».
Les points d'amélioration suivants sont les cas les plus fréquents :
- Les titres sont pré-formatés par le logiciel. Ils ne sont ni en capitales, ni en gras.
- Le texte ne doit pas être écrit en capitales (les noms de famille non plus), ni en gras, ni en italique, ni en « petit »…
- Le gras n'est utilisé que pour surligner le titre de l'article dans l'introduction, une seule fois.
- L'italique est rarement utilisé : mots en langue étrangère, titres d'œuvres, noms de bateaux, etc.
- Les citations ne sont pas en italique mais en corps de texte normal. Elles sont entourées par des guillemets français : « et ».
- Les listes à puces sont à éviter, des paragraphes rédigés étant largement préférés. Les tableaux sont à réserver à la présentation de données structurées (résultats, etc.).
- Les appels de note de bas de page (petits chiffres en exposant, introduits par l'outil «  Source ») sont à placer entre la fin de phrase et le point final[comme ça].
- Les liens internes (vers d'autres articles de Wikipédia) sont à choisir avec parcimonie. Créez des liens vers des articles approfondissant le sujet. Les termes génériques sans rapport avec le sujet sont à éviter, ainsi que les répétitions de liens vers un même terme.
- Les liens externes sont à placer uniquement dans une section « Liens externes », à la fin de l'article. Ces liens sont à choisir avec parcimonie suivant les règles définies. Si un lien sert de source à l'article, son insertion dans le texte est à faire par les notes de bas de page.
- La présentation des références doit suivre les conventions bibliographiques. Il est recommandé d'utiliser les modèles {{Ouvrage}}, {{Chapitre}}, {{Article}}, {{Lien web}} et/ou {{Bibliographie}}. Le mode d'édition visuel peut mettre en forme automatiquement les références.
- Insérer une infobox (cadre d'informations à droite) n'est pas obligatoire pour parachever la mise en page.

Pour une aide détaillée, merci de consulter Aide:Wikification.
Si vous pensez que ces points ont été résolus, vous pouvez retirer ce bandeau et améliorer la mise en forme d'un autre article.
 (mai 2024).
Kharoll-Ann Souffrant est une travailleuse sociale, écrivaine, étudiante et chroniqueuse québécoise d’origine haïtienne, née à Montréal en 1992. Elle s’inscrit notamment dans le courant des féminismes noirs en s’intéressant au sens de la justice pour les victimes de violence sexuelles.

## Biographie
Kharoll-Ann Souffrant est une travailleuse sociale née à Montréal en 1992 de parents haïtiens. Elle s’intéresse au courant du féminisme noir au Québec et au croisement entre différentes disciplines comme la victimologie, le droit, la criminologie, les médias, les mouvements sociaux et le travail social. Elle concentre ses recherches autour des enjeux de violences faites aux femmes racisées, et sur le sens que la justice prend pour les victimes. Son approche critique se pose en continuité avec les théories des féministes intersectionnelles et la notion de connaissance située. Ses travaux de recherche émanent de ses expériences en intervention, son vécu et son désir de tisser des liens entre le monde académique et le grand public.
Elle a complété un baccalauréat en travail social, puis une maîtrise en travail social avec option en études féministes et de genre à l’Université McGill en 2019,. Elle est présentement candidate au doctorat en travail social à l’Université d’Ottawa.
Kharoll-Ann Souffrant donne des conférences à l’international en anglais et en français à des publics diversifiés. Elle publie également des articles et des chroniques sur différentes thématiques dans de nombreuses revues et chaînes de diffusion comme Noovo Info et la revue sociale et politique À Bâbord.
Elle a publié en 2022 son premier ouvrage, Le privilège de dénoncer aux Éditions Remue-Ménage (préfacé par Rokhaya Diallo) pour lequel elle a reçu le prix Auteure de l’année au Gala Dynastie 2024. Dans cet essai, l’écrivaine analyse la sous-représentation des femmes et filles noires et racisées dans les discussions sur les violences sexuelles à partir d’exemples du Québec, de la France et des États-Unis. Kharoll-Ann Souffrant explore les raisons historiques derrière ce phénomène, mettant en lumière l'impact de la colonisation, des stéréotypes sexuels et des lacunes judiciaires. Elle souligne comment ces femmes sont doublement invisibilisées, à la fois par les institutions patriarcales et par certains aspects du féminisme blanc.
Elle a été fellow 2020 des Nations Unies dans le cadre de la Décennie internationale des personnes d’ascendance africaine.

### Controverse
Le 14 avril 2025, elle publie une chronique ayant pour titre Haïti et le Québec : accueillir toute la richesse du monde via Noovo Info. Une réponse envers ceux, comme le ministre québécois Jean-François Roberge, qui qualifient de misère du monde la venue de migrants haïtiens des États-Unis. 
Dans la chronique en question, Souffrant cite être née sur une terre autochtone non cédée en parlant du Canada ou encore que le peuple haïtien et sa diaspora ne doivent rien à la société québécoise. Elle se montre provocatrice en disant que sans l'exode des cerveaux au cours des années 1960, le Québec ne serait pas grand-chose.
Sa chronique lui vaudra de sévères critiques dont Mathieu Bock-Côté ou Rémi Villemeure.

## Prix et récompenses
- 2016 : Jeune femme de mérite, Y des femmes de Montréal[11]
- 2019 : Bourse d’études supérieures du Canada Vanier[12]
- 2020 : Lauréate - Mois de l’Histoire des Noirs[13]
- 2021 : Prix étudiant Fulbright (pour échange à l’Université de Pennsylvanie)[14]
- 2022 : Finaliste, Prix d’excellence de la SODEP 2022, catégorie « Voix de la Relève Télé-Québec », pour Les Amazones publié dans la revue À bâbord![15]
- 2023 : Sélection du Jury, Grand Prix du Livre de Montréal 2023, pour Le Privilège de dénoncer. Justice pour toutes les victimes de violences sexuelles[16]
- 2024 : Auteure de l’année, Gala Dynastie 2024, pour Le privilège de dénoncer. Justice pour toutes les victimes de violences sexuelles[17]

## Œuvres

### Livres
- Le privilège de dénoncer. Justice pour toutes les victimes de violences sexuelles, Montréal, Éditions Remue-Ménage, 2022, 128p.  (ISBN 978-2-89091-817-7)[2]

### Chapitres de livres
- « "La liberté d’importuner"  comme privilège blanc et bourgeois : l’impensé de la couverture médiatique » (avec Ingrid Guesdon) dans De l’exclusion à la solidarité. Regards intersectionnels sur les médias (sous la direction de Josette Brun), Montréal, Éditions Remue-Ménage, 2020, 312 p.  (ISBN 978-2-89091-693-7)[18]
- « Mon périple féministe » dans Je suis féministe (sous la direction de Marianne Prairie et Caroline Roy-Blais), Montréal, Éditions Remue-Ménage, 2016, 204p.  (ISBN 978-2-89091-562-6)[19]